# Hiromi Kojima (fotbollsspelare född 1989)
Hiromi Kojima (小島 弘已 Kojima Hiromi?), född 27 oktober 1989 i Gifu prefektur, är en japansk före detta fotbollsspelare.
Kojima började sin karriär 2008 i FC Gifu. 2009 flyttade han till FC Kariya. Han avslutade karriären 2009.